# Encyclopédie du monde actuel
 (juillet 2025).
Si vous disposez d'ouvrages ou d'articles de référence ou si vous connaissez des sites web de qualité traitant du thème abordé ici, merci de compléter l'article en donnant les références utiles à sa vérifiabilité et en les liant à la section « Notes et références ».
L'Encyclopédie du monde actuel (EDMA) est une encyclopédie hebdomadaire dirigée par Charles-Henri Favrod et éditée de 1964 à 1971 par les Éditions Rencontre, en Suisse. Tout d'abord rédigée sur des fiches perforées, elle sera ensuite publiée sous forme de cahiers, puis de livres dans la collection du Livre de poche (de 1975 à 1981).